# Ingrid Laudien

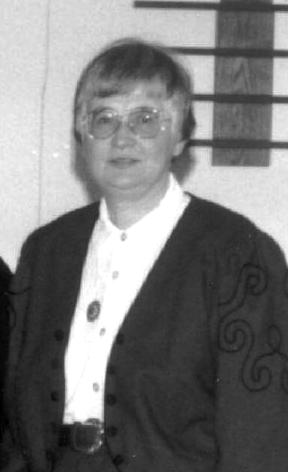
Generalsuperintendentin Ingrid Laudien (1996)

Ingrid Laudien (* 9. August 1934 in Finckenstein, Kreis Rosenberg/Westpreußen; † 30. Januar 2009 in Berlin) war eine deutsche evangelische Theologin. Sie war von 1994 bis 1996 Generalsuperintendentin des Sprengels Berlin der Evangelischen Kirche in Berlin-Brandenburg.

## Leben
Die Tochter des westpreußischen Pfarrers Gerhard Laudien leistete ihren ersten Pfarrdienst von 1961 bis 1963 in der Kirchengemeinde Storkow (Mark) in Brandenburg. 1963 wechselte sie auf eine Pfarrstelle in Berlin-Lichtenberg. Von 1976 bis 1994 war sie Pfarrerin der Samaritergemeinde und Superintendentin des Kirchenkreises Friedrichshain in Berlin.
Im Februar 1994 wurde Ingrid Laudien von der Leitung der Evangelischen Kirche in Berlin-Brandenburg für zwei Jahre mit der Vakanzverwaltung der Generalsuperintendentur des Sprengels Berlin beauftragt. Mit ihrer Amtseinführung am 23. Mai 1994 in der Kaiser-Wilhelm-Gedächtniskirche wurde das Amt des Generalsuperintendenten/der Generalsuperintendentin für den gesamten Sprengel Berlin nun auch wieder in den Westbezirken Berlins etabliert, wo es in der Zeit der Trennung der Kirche in das Bischofsamt in Berlin (West) integriert worden war. Laudiens Vorgänger für den Bereich Berlin (Ost) war Günter Krusche. Sie übte das Amt es bis zum Eintritt in den Ruhestand 1996 aus. Ihr Nachfolger wurde Martin-Michael Passauer.
Außerdem war sie stellvertretende Kuratoriumsvorsitzende des Paul-Gerhardt-Stiftes in Berlin-Wedding und Kuratoriumsmitglied des Dietrich-Bonhoeffer-Hauses in Berlin-Charlottenburg. Jahrelang engagierte sie sich überdies in einer Kircheneintrittsstelle.